# 菅谷実
菅谷 実（すがや みのる、1949年 - ）は、日本の学者。専門は、メディア産業論・情報通信政策論。慶應義塾大学名誉教授。

## 来歴
- 1949年 東京都生まれ、慶應義塾高校を経て慶應義塾大学商学部卒業
- 1979年 国際基督教大学大学院行政学研究科修士課程修了
- 1982年 ミシガン州立大学大学院テレコミュニケーション専攻M.A.取得
- 1988年 国際基督教大学大学院行政学研究科博士課程修了 (学術博士)

財団法人電気通信政策総合研究所研究員、白鷗大学助教授、ハーバード大学客員研究員、慶應義塾大学助教授などを経て1996年から2015年3月まで慶應義塾大学メディアコミュニケーション研究所教授。

## 著書
- 『通信・放送の融合』（編著） 日本評論社 1997年
- 『放送・通信新時代の制度デザイン』（分担執筆） 日本評論社 1994年
- 『テレコミュニケーションの経済学』（分担執筆） 東洋経済経済社 1992年
- 『通信新時代の法と経済』（分担執筆） 有斐閣 1991年
- 『アメリカの電気通信政策』 日本評論社 1989年
- 『放送メディアの経済学』（編著） 中央経済社 2000年
- 『映像コンテンツ産業論』 (編著）丸善 2002年
- 『東アジアのメディア・コンテンツ流通』(編著）慶應義塾大学出版会 2005年
- 『トランスナショナル時代のデジタル・コンテンツ』（編著）慶應義塾大学出版会　2007年
- 『ネット時代の社会資本形成と市民意識』（編著）慶應義塾大学出版会　2007年
- 『映像コンテンツ産業とフィルム政策』（編著）丸善　2009年
- 『太平洋島嶼地域の情報通信政策と国際協力』（編著）慶應義塾大学出版会 2013年
- 『地域メディア力』（編著）中央経済社　2014年
- ‘Pacific Island Regional & International Cooperation: ICT Policy and Development’(ed.), Social Science Research Institute, University of Hawaii, January 2015.
- 『メディア・ローカリズム』（編著） 中央経済社  2019年
- 'Perspectives on the Japanese Media and Content Policies' (ed.) Springer, 2020.